# Noi due nel mondo e nell'anima/Nascerò con te
Noi due nel mondo e nell'anima/Nascerò con te è un singolo dei Pooh, pubblicato in Italia nel 1972 dalla casa discografica CBS.

## Descrizione
Il brano sul lato A è uno dei primi pezzi italiani che prevedano l'uso del minimoog, strumento allora appena arrivato dal Regno Unito.
Il produttore, Giancarlo Lucariello, lasciò che la canzone venisse cantata non soltanto da Dodi Battaglia, voce dominante al periodo, ma anche da Riccardo Fogli. Si tratta di uno dei maggiori successi del gruppo ed è anche il più noto dell'album Alessandra. Come era allora di consueto, i Pooh ne realizzarono, con ottimo successo commerciale in Sudamerica, anche una versione in spagnolo (Tú y yo en el más allá  il titolo). Il testo narra la reazione di un uomo la cui partner, sentendosi incompresa, pare decisa a porre fine ad una relazione.
Del brano sono state incise due cover completamente riarrangiate, una da Mina inclusa nell'album Ridi pagliaccio del 1988 e una dai Matia Bazar nel 2007, proposta nell'album di cover One1 Two2 Three3 Four4. Nel 2016, in occasione del cinquantennale della band, i Pooh ne hanno incisa una alternative rock versione riarrangiata a 5 voci.
L'altro brano del singolo è Nascerò con te, un pezzo altrettanto apprezzato nelle esibizioni dal vivo e proposto per il juke box. Con questo brano i Pooh parteciparono al Festivalbar 1972. La canzone veniva originariamente cantata da Riccardo Fogli; una versione riarrangiata venne inclusa nel suo album solista Compagnia.

## Formazione
- Roby Facchinetti - tastiere, cori
- Dodi Battaglia - chitarra, voce principale in Noi due nel mondo e nell'anima, cori
- Riccardo Fogli - basso, voce principale in Nascerò con te, cori
- Stefano D'Orazio - batteria, cori

Con i Pooh, l'orchestra di Gianfranco Monaldi.

## Tracce
LATO A
Edizioni musicali April Music.
1. Noi due nel mondo e nell'anima (testo: Valerio Negrini – musica: Camillo Facchinetti)

LATO B
Edizioni musicali Tiber.
1. Nascerò con te (testo: Valerio Negrini – musica: Camillo Facchinetti)